# Damir Kalapač
Damir Kalapač (Zara, 18 agosto 1963) è un ex calciatore croato, di ruolo difensore.
Iniziò la carriera calcistica nel Zara, vestì la divisa di diverse squadre tra cui quella del NK Zagabria, dove nella stagione 1990-1991, contribuì alla promozione in Prva Liga (Jugoslavia). Appesi gli scarpini al chiodo arbitrò per quattro stagioni in terza divisione. Nel 2001 interpretò il ruolo di arbitro nel film Ajmo žuti.

## Carriera

### Nazionale
Con la nazione maggiore giocò una sola partita amichevole, scese in campo il 19 giugno 1991 subentrando all'80º minuto al posto di Mladen Mladenović nella partita contro la Slovenia.

## Statistiche

### Cronologia presenze e reti in nazionale
| Cronologia completa delle presenze e delle reti in nazionale ― Croazia | Cronologia completa delle presenze e delle reti in nazionale ― Croazia | Cronologia completa delle presenze e delle reti in nazionale ― Croazia | Cronologia completa delle presenze e delle reti in nazionale ― Croazia | Cronologia completa delle presenze e delle reti in nazionale ― Croazia | Cronologia completa delle presenze e delle reti in nazionale ― Croazia | Cronologia completa delle presenze e delle reti in nazionale ― Croazia | Cronologia completa delle presenze e delle reti in nazionale ― Croazia |
| Data                                                                   | Città                                                                  | In casa                                                                | Risultato                                                              | Ospiti                                                                 | Competizione                                                           | Reti                                                                   | Note                                                                   |
| ---------------------------------------------------------------------- | ---------------------------------------------------------------------- | ---------------------------------------------------------------------- | ---------------------------------------------------------------------- | ---------------------------------------------------------------------- | ---------------------------------------------------------------------- | ---------------------------------------------------------------------- | ---------------------------------------------------------------------- |
| 19-6-1991                                                              | Murska Sobota                                                          | Slovenia                                                               | 0 – 1                                                                  | Croazia                                                                | Amichevole                                                             | -                                                                      | 80’                                                                    |
| Totale                                                                 |                                                                        | Presenze                                                               | 1                                                                      |                                                                        | Reti                                                                   | 0                                                                      |                                                                        |